# Тихомиров, Клавдий Иванович
Клавди́й Ива́нович Тихоми́ров (27 октября [8 ноября] 1864 — 1929) — педагог, историк и краевед, директор Витебского учительского института, действительный статский советник.

## Биография
Родился 27 октября (8 ноября) 1864 года в семье священника села Славиниха Старорусского уезда Новгородской губернии.
В 1884 году окончил Новгородскую духовную семинарию, в 1888 году — историческое отделение Петербургской духовной академии.
В службе с 5 апреля 1890 года. В 1895—1903 годах был инспектором народных училищ Могилёвской губернии; статский советник с 5 апреля 1902 года. С 18 января 1903 года директор учительской семинарии в Свислочи, с 1 июля 1905 года — директор учительской семинарии в Полоцке.
С 9 августа 1910 года К. И. Тихомиров был назначен первым директором Витебского учительского института; 1 января 1914 года произведён в действительные статские советники. Оставался на посту директора до 1921 года после реорганизаций учительского института в Витебский педагогический институт (1918 год) и Институт народного образования (1919 год). В 1921—1924 годах был директором сельскохозяйственного практического института в Витебске.
К. И. Тихомиров состоял действительным членом Витебской учёной архивной комиссии; с 1912 года — председатель правления комиссии.
Собрал большую библиотеку, в которой было много книг о историческом прошлом Беларуси. Под его редакцией были изданы 2-й и 3-й тома сборника «Полоцко-Витебская старина». Он автор статей «Главнейшие результаты изучения памяти», «Обучение грамоте» и «Психологические основы обучения».
«Как педагог, он выступал за расширение содержания образования, исключил обязательное чтение Евангелия перед первым уроком. Природоведение и географию считал важным средством борьбы с суевериями и предрассудками. Отстаивал и популяризировал важные дидактические правила: всякое обучение начинать с изучения уже известных фактов; переходить к неизвестному только тогда, когда ученики усвоили предшествующий учебный материал; на уроке всякое „неумеренное разнообразие и однообразие притупляют внимание, вызывают рассеянность“ и поэтому учителю нужно воспитывать в себе чувство меры. Критиковал постановку изучения природы только по книгам, путём словесного обучения, решение проблемы наглядности в преподавании географии только с помощью карты. Чтению и письму рекомендовал обучать одновременно, долго не задерживая учеников на написании элементов букв».
Умер в 1929 году.

## Награды
- Орден Святого Станислава 2-й степени (1904)
- Орден Святой Анны 2-й степени (1907)
- Орден Святого Владимира 4-й степени (01.01.1910)
- Медали в память царствования Императора Александра III и в память 300-летия царствования Дома Романовых